# Liga ACB
Die Liga ACB ist die höchste spanische Basketballliga, die sportlich und wirtschaftlich zu den stärksten in Europa gehört. Gegründet wurde die spanische Liga im Jahre 1956 unter dem Namen Liga Española de Baloncesto, doch es war 1983, als der aktuelle Ligaverband, Asociación de Clubs de Baloncesto (ACB), ins Leben gerufen wurde. Gebildet wird die Meisterschaft derzeit durch 18 Teams. Seit 2011 trägt die Liga offiziell den Sponsornamen „Liga Endesa“.

## Regeln
Die Liga ACB wird in zwei Phasen ausgespielt. Die erste ist ein Rundenturnier bei dem jede Mannschaft gegen alle anderen Teilnehmer ein Hin- und Rückspiel bestreitet. Es werden keine Punkte vergeben, maßgeblich für die Reihung in der Tabelle ist die höhere Anzahl an Siegen. Sollten zwei oder mehr Mannschaften am Ende des Grunddurchganges dieselbe Anzahl gewonnener Spiele haben, so entscheiden (in dieser Reihenfolge) die direkten Duelle, das Korbverhältnis bzw. die höhere Anzahl erzielter Punkte.
Nach Beendigung des Rundenturniers qualifizieren sich die besten acht Mannschaften für das Play-off. Dabei treffen jeweils der Erstplatzierte gegen den Achten, der Zweite gegen den Siebten usw. Das Viertelfinale wird im „Best-of-Three“-, das Halbfinale sowie das Finale im „Best-of-Five“-Modus gespielt. Der Gewinner der Endspielserie ist spanischer Meister.

### Kaderbeschränkungen
Der Kader der Teams besteht aus elf oder zwölf Spielern. Vier davon müssen in einem Klub des spanischen Verbandes ausgebildet worden sein. Maßgeblich dafür ist, dass der betreffende Spieler die Staatsbürgerschaft Spaniens, eines EU-Landes bzw. eines Landes mit dem ein Diskriminierungsverbot besteht (z. B. Cotonou-Abkommen) besitzt, sowie im Alter von 14 bis 20 Jahren mindestens drei in einem spanischen Verein gespielt hat.
Darüber hinaus dürfen lediglich zwei Mitglieder des Kaders Staatsbürger eines Landes außerhalb der FIBA Europa sein.

## Mannschaften 2023/24
In der Saison 2023/24 spielen folgende Mannschaften in der Liga Endesa.
| Name                   | Stadt                      | Halle                                    | Zuschauer- kapazität |
| ---------------------- | -------------------------- | ---------------------------------------- | -------------------- |
| Bàsquet Girona         | Girona                     | Pavelló Municipal Girona-Fontajau        | 05.500               |
| BAXI Manresa           | Manresa                    | Pavelló Nou Congost                      | 05.000               |
| Casademont Saragossa   | Saragossa                  | Pabellón Príncipe Felipe                 | 10.801               |
| Cazoo Baskonia         | Vitoria-Gasteiz            | Fernando Buesa Arena                     | 15.504               |
| Covirán Granada        | Granada                    | Palacio Municipal de Deportes de Granada | 09.000               |
| Dreamland Gran Canaria | Las Palmas de Gran Canaria | Gran Canaria Arena                       | 11.500               |
| FC Barcelona           | Barcelona                  | Palau Blaugrana                          | 07.585               |
| Joventut Badalona      | Badalona                   | Pavelló Olímpic de Badalona              | 12.500               |
| Lenovo Tenerife        | San Cristóbal de La Laguna | Pabellón Insular Santiago Martín         | 05.100               |
| Monbus Obradoiro       | Santiago de Compostela     | Pavillón Multiusos Fontes do Sar         | 05.060               |
| MoraBanc Andorra       | Andorra la Vella           | Poliesportiu d’Andorra                   | 05.000               |
| Real Madrid            | Madrid                     | Movistar Arena                           | 15.000               |
| Río Breogán            | Lugo                       | Pazo dos Deportes                        | 06.500               |
| Surne Bilbao Basket    | Bilbao                     | Bilbao Arena                             | 10.114               |
| UCAM Murcia            | Murcia                     | Palacio de Deportes de Murcia            | 07.454               |
| Unicaja Málaga         | Málaga                     | Palacio de Deportes Martín Carpena       | 10.500               |
| Valencia Basket Club   | Valencia                   | Pabellón Fuente de San Luis              | 09.000               |
| Zunder Palencia        | Palencia                   | Pabellón Municipal de Palencia           | 05.000               |

## Meister
| - 1957 Real Madrid - 1958 Real Madrid - 1959 FC Barcelona - 1960 Real Madrid - 1961 Real Madrid - 1962 Real Madrid - 1963 Real Madrid - 1964 Real Madrid - 1965 Real Madrid - 1966 Real Madrid - 1967 Joventut de Badalona - 1968 Real Madrid - 1969 Real Madrid - 1970 Real Madrid - 1971 Real Madrid - 1972 Real Madrid - 1973 Real Madrid - 1974 Real Madrid - 1975 Real Madrid - 1976 Real Madrid - 1977 Real Madrid | - 1978 Joventut de Badalona - 1979 Real Madrid - 1980 Real Madrid - 1981 FC Barcelona - 1982 Real Madrid - 1983 FC Barcelona - 1984 Real Madrid - 1985 Real Madrid - 1986 Real Madrid - 1987 FC Barcelona - 1988 FC Barcelona - 1989 FC Barcelona - 1990 FC Barcelona - 1991 Joventut de Badalona - 1992 Joventut de Badalona - 1993 Real Madrid - 1994 Real Madrid - 1995 FC Barcelona - 1996 FC Barcelona - 1997 FC Barcelona - 1998 TDK Manresa | - 1999 FC Barcelona - 2000 Real Madrid - 2001 FC Barcelona - 2002 Tau Vitoria - 2003 FC Barcelona - 2004 FC Barcelona - 2005 Real Madrid - 2006 Unicaja Málaga - 2007 Real Madrid - 2008 Tau Vitoria - 2009 FC Barcelona - 2010 Caja Laboral - 2011 FC Barcelona - 2012 FC Barcelona - 2013 Real Madrid - 2014 FC Barcelona - 2015 Real Madrid - 2016 Real Madrid - 2017 Valencia Basket Club - 2018 Real Madrid - 2019 Real Madrid | - 2020 Kirolbet Baskonia - 2021 FC Barcelona - 2022 Real Madrid - 2023 FC Barcelona - 2024 Real Madrid - 2025 Real Madrid |

## Übersicht der Meister
| Mannschaft           | Titel |
| -------------------- | ----- |
| Real Madrid          | 38    |
| FC Barcelona         | 20    |
| Joventut de Badalona | 4     |
| Saski Baskonia       | 4     |
| Bàsquet Manresa      | 1     |
| Unicaja Málaga       | 1     |
| Valencia Basket Club | 1     |

## Statistiken und Auszeichnungen
→ Mehr und genauere Daten zur Liga ACB finden sich auf Liga ACB/Namen und Zahlen.